# Lucy Hawking
Lucy Hawking (Londres, 15 de abril de 1970) es una periodista y novelista británica. Reside en su ciudad natal y es miembro de la Royal Society of Arts.

## Educación y carrera
Estudió francés y ruso en la Universidad de Oxford, y se dedicó posteriormente al periodismo. Ha trabajado para la revista New York y ha escrito para los diarios Daily Mail, The Telegraph, The Times y London Evening Standard. También ha trabajado como periodista de radio.
Ha escrito dos novelas: Jaded (2004) y Run for Your Life (2005) (también publicado como The Accidental Marathon).
En 2007, publicó George’s Secret Key to the Universe, una historia de aventuras sobre un niño pequeño llamado George que encuentra una manera de deslizarse a través de un portal generado por ordenador y viaja alrededor del sistema solar. Este libro fue escrito junto con su padre, Stephen Hawking, y su exestudiante de doctorado, Christophe Galfard, ha sido traducido a 38 idiomas y publicado en 43 países. En 2009, publicó George’s Cosmic Treasure Hunt, donde el protagonista busca a través del universo señales de vida. Su tercera novela para niños publicada en 2011 y titulada George and the Big bang relata lo que pasó durante el Big Bang.
En abril de 2008 participó en la serie de conferencias del 50.º aniversario de la NASA contribuyendo con una charla sobre los niños y la educación científica. La conferencia resaltó la necesidad de involucrar a los niños en la ciencia a una edad temprana, basándose en sus experiencias con las giras por todo el mundo de George's Secret Key, dando charlas para niños sobre física y astronomía. 
Ganó el Premio Sapio por popularizar la ciencia, otorgado en Roma en octubre de 2008. También es vicepresidenta del National Star College, (una institución dedicada a ayudar a personas discapacitadas a conocer su potencial a través de enseñanza personalizada, transición y servicios de vida diaria), una fundación residencial que provee educación y ayuda a jóvenes adultos con múltiples discapacidades.
En 2010 la Universidad de Arizona la nombró escritora en residencia de su Proyecto Orígenes 2011.
Del 30 de septiembre de 2013 al 30 de octubre de 2013, participó en el BrainSTEM en el Instituto de Física Teórica en Waterloo, Ontario.

## Vida personal
Lucy Hawking es hija del físico teórico Stephen Hawking y su exesposa Jane Wilde.
Se casó con Alex Mackenzie Smith en 1998, y se divorció de él en 2004.
De este matrimonio, tuvieron un hijo al que llamaron William, que posteriormente sería diagnosticado de autismo. Esto hizo que Hawking se interesara por dicho trastorno y se convirtiera en miembro del personal administrativo del Centro de Investigación del Autismo (ARC).
En 2004, ingresó en la clínica de rehabilitación de Arizona para que la ayudasen a superar sus problemas con el alcohol y la depresión.
La idea sobre los libros se le ocurrió en la fiesta de cumpleaños de William cuando todos sus amigos preguntaban a su padre cosas sobre física.

## Ficción infantil
Han sido escritos junto a su padre:
- George's Secret Key to the Universe, (Random House, 2007) ISBN 978-0-385-61270-8
- George's Cosmic Treasure Hunt, (Simon & Schuster Children's Publishing, 2009) ISBN 978-1-4169-8671-3
- George and the Big Bang, (Doubleday, 2011) ISBN 978-0-385-61191-6
- George and the Unbreakable Code, (Doubleday, 2014) ISBN 978-0-857-53325-8